# Лемурійське озеро

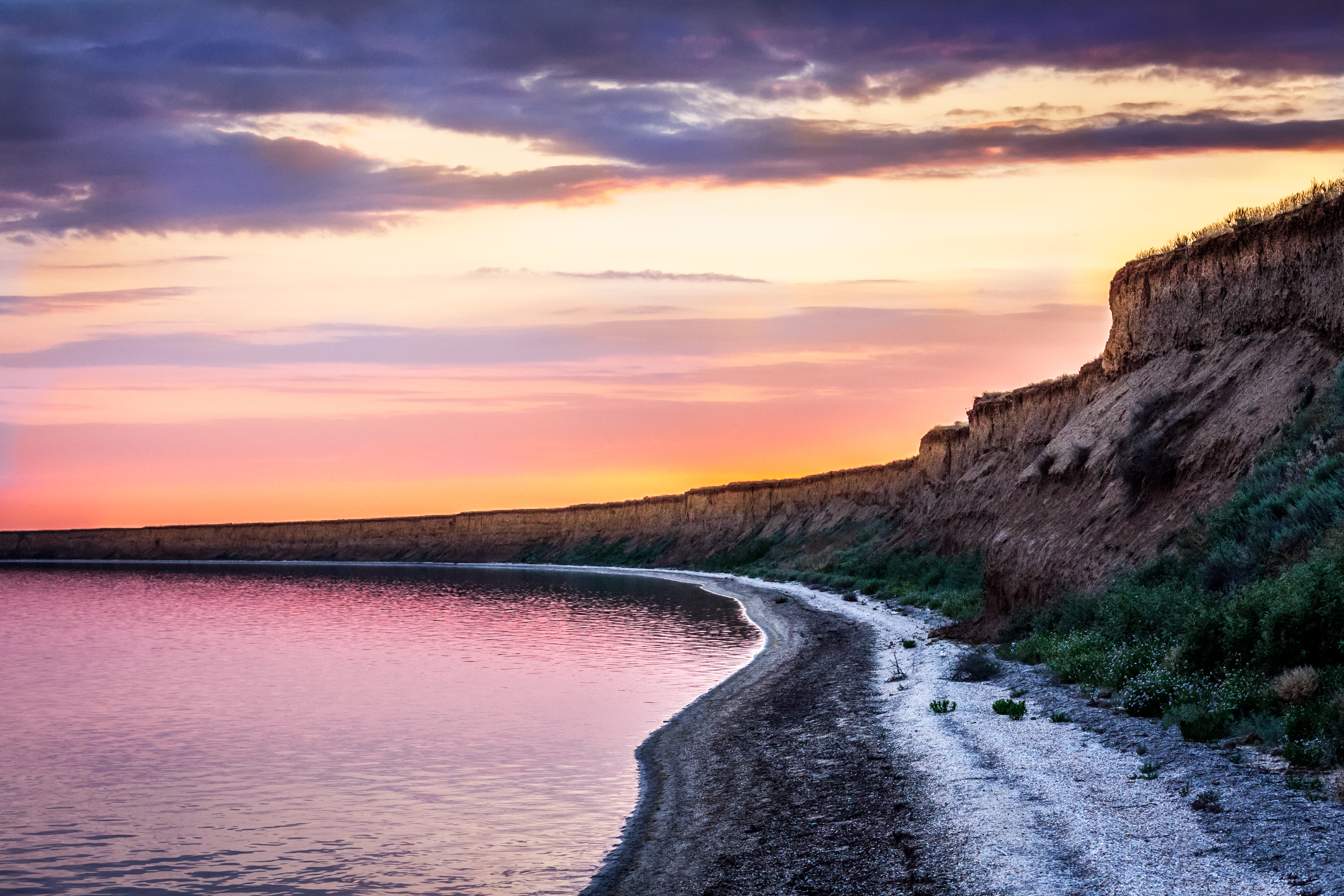
Сиваш. Захід Сонця.

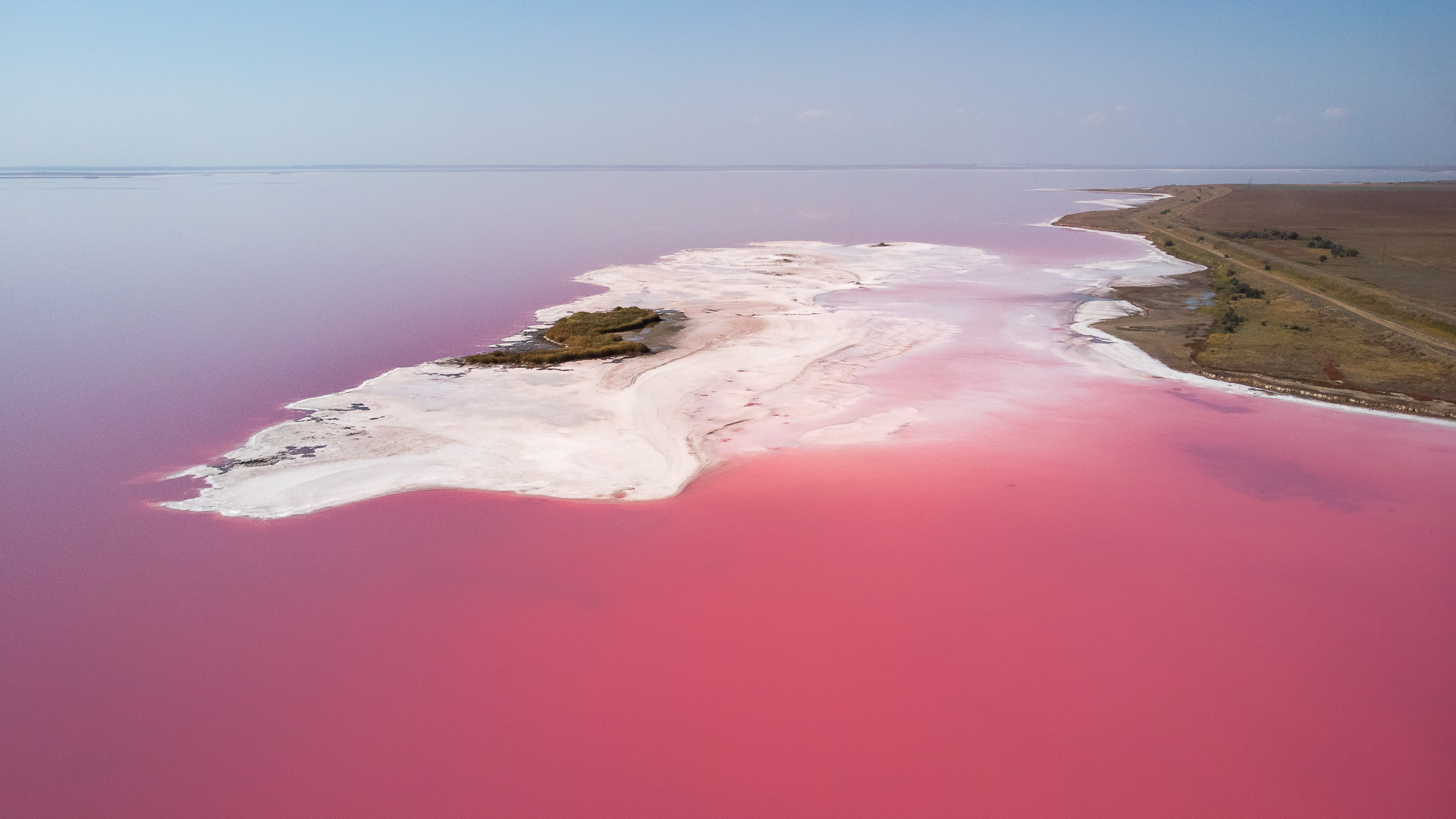
Лемурійське озеро з висоти пташиного польоту.

Лемурійське озеро (Рожеве озеро) — озеро в Каховському районі Херсонської області України, розташоване неподалік від сіл Григорівка та Нововолодимирівка, на західній частині (бухта) затоки Сиваш. Має воду рожевого кольору. Лемурійське озеро вважається цілющим курортом міжнародного значення.
Солоність води озера сягає 270..300 грамів солі на літр води.

## Історія
Озеро, за одною із версій, утворилось на місці аварії радянського бомбардувальника 26 серпня 1969 року на березі Сивашу. Рятувальники під час робіт зі збору залишків бомбардувальника поглибили вирву до 18 метрів, зачепивши при цьому водоносні горизонти. Згодом вирва наповнилась водою, яка була набагато солонішою, ніж у Сиваші. Мешканці навколишніх сіл назвали озеро «Яма» і часто заради розваги ходили купатись на нього. З часом почали поширюватись розповіді про лікувальні властивості солоної води озера і навколо озера почала розвиватись індустрія зеленого туризму. Свою назву озеро отримало від назви міфічного континенту Лемурія, яку йому дали прихильники езотеричних ідей Блаватської. 

## Колір
Рожевий колір водойми зумовлений дією одноклітинних водоростей Dunaliella salina, які під дією сонця виробляють бета-каротин. Чим спекотнішим видається літо, тим більше води випаровується з озера й тим насиченішого кольору набуває ропа. Відступаючи, вода залишає на березі тонни білого соляного «піску». Місцями соляні кристали збиваються, утворюючи справжні «сталаґміти». Білосніжний берег та рожеве озеро справляють незабутнє враження, перетворюючи цю частину Херсонщини на один з наймальовничіших та найзагадковіших куточків України.

## Застосування
Грязі цього озера сертифіковані в 2005 році та допущені до використання як лікувальний і косметичний засіб.

## Цікаві факти
1. Мертве море України набагато солоніше за ізраїльське – весь запас солі в затоці перевищує 200 мільйонів тонн і його концентрація у воді сягає до 35%, тоді як у Мертвому морі вона становить лише 27 – 30%. Вода тут така солона, що в ній неможливо потонути.
2. Лемурійське – не єдине рожеве озеро в Україні. До таких належать Солонець-Тузли, Генічеське, озера на Кінбурнській косі, Зяблівське та Куяльницький лиман. Більшість розташована в Херсонській області.
3. Ці рожеві озера містять цілющу глину і сіль. Місцева солона вода в Україні багата на мінерали, кислоти, солі хлориду магнію та калію, бромід магнію(інші мови), йодид натрію.
4. Рівень води в цих озерах становить близько 35% солі, але рівень солі змінюється досить регулярно. Після тривалого спостереження було виявлено, що рівень солі в лимані Куяльника коливається між 26% і 29%, залежно від того, коли проводять виміри. Ці озера навіть використовуються як сировинна база для соляної промисловості.
5. У давнину, зокрема, озеро Генічеське було місцем, де починався Чумацький Шлях, а чумаки, фургони та торговці везли сіль в Україну. Багато з цих озер насправді є соляними копальнями. Ці шахти добували сіль відкритим способом, а потім дистилювали воду, поки вона не перетворилася на рожеве зерно.

Тутешня вода допомагає при лікуванні хронічних захворювань суглобів, шкіри, а також захворювань, пов'язаних із запальними процесами.